# Euphaedra fasciata
Euphaedra fasciata är en fjärilsart som beskrevs av Otto Staudinger 1886. Euphaedra fasciata ingår i släktet Euphaedra och familjen praktfjärilar. Inga underarter finns listade i Catalogue of Life.